# René Nebesky-Wojkowitz
René Mario Nebesky-Wojkowitz (* 29. Juni 1923 in Groß-Hoschütz (Velké Hoštice), Mähren; † 9. Juli 1959 in Wien) war ein österreichischer Ethnologe und Tibetologe.

## Biographie
René Nebesky-Wojkowitz' Vater Gottlieb war Stabskapitän der tschechoslowakischen Armee. Bis zur Adelsaufhebung lautete der Familienname Nebesky von Wojkowitz. Er selbst besuchte das Realgymnasium in Leitmeritz, bis die Familie 1941 nach Prag zog. Ab 1943 musste er in der Wehrmacht dienen. Nach Kriegsende zog er nach Salzburg, wo er als Übersetzer und Dolmetscher arbeitete. Von 1946 bis 1949 studierte er an der Universität Wien Völkerkunde (bei Wilhelm Koppers und Josef Haekel) sowie zentralasiatische Philologie (bei Robert Bleichsteiner). Mit einer Arbeit zu „Schriftwesen, Papierherstellung und Buchdruck bei den Tibetern“ promovierte Nebesky-Wojkowitz 1949 zum Dr. phil. Anschließend setzte er seine Studien in Rom (bei Giuseppe Tucci und Joseph Rock) sowie an der Londoner School of Oriental and African Studies (SOAS) fort.
Ab 1950 bereiste Nebesky-Wojkowitz drei Jahre lang Kaschmir, Sikkim und Nepal, zunächst als Assistent Rocks, dann als Mitglied der Dritten Königlich Dänischen Zentralasienexpedition unter Prinz Peter von Griechenland und Dänemark. Mit der Schrift „Oracles and Demons of Tibet“ habilitierte sich Nebesky-Wojkowitz 1955 an der Universität Wien für Völkerkunde. In dieser Pionierarbeit thematisierte er sowohl Schutzgottheiten des tibetischen Buddhismus als auch der Bön-Religion. Zudem publizierte er über den Bergkult („Wo Berge Götter sind“). 1956 reiste er erneut nach Sikkim und Nepal. 1958 wurde er wissenschaftlicher Beamter am Museum für Völkerkunde in Wien. 1958/59 unternahm er seine dritte Forschungsreise in den Himalaya, zu den Sherpa in Ost-Nepal und den Gorkha. Bei seinen Aufenthalten sammelte Nebesky-Wojkowitz jeweils Objekte und Manuskripte für das Wiener Völkerkundemuseum und machte Tonaufnahmen für das Phonogrammarchiv der Österreichischen Akademie der Wissenschaften.
Während seiner dritten Himalayareise litt er bereits an Lungenentzündung, an der er nach seiner Rückkehr in Wien starb. Seine Frau Christine (geb. Bauer), die er im Jahr zuvor geheiratet hatte, beging Suizid. Zeff Bjerken und John Blofeld berichten, dass einige Tibeter Nebesky-Wojkowitz' frühen Tod dem Zorn der Schutzgottheiten zuschrieben, deren magische Kräfte er in seinem Buch bloßgestellt hatte.

## Werke
- Das tibetische Staatsorakel. (Archiv für Völkerkunde 3) Wien, Braumüller 1948.
- Schriftwesen, Papierherstellung und Buchdruck bei den Tibetern. Dissertation, Wien 1949.
- The use of thread-crosses in Lepcha lamaist ceremonies. (mit Geoffrey Gorer). In: The Eastern Anthropologist 4,2, 1951.
- A Contribution to Mahayana iconography. 1951.
- Ancient funeral ceremonies of the Lepchas. In: The Eastern Anthropologist 5,1, 1952
- Hochzeitslieder der Lepchas. In: Asiatische Studien 6,1–4, 1952.
- Wo die Berge Götter sind. Drei Jahre bei unerforschten Völkern des Himalaya. Stuttgart 1955.
- Der Kult und die Ikonographie der tibetischen Schutzgottheiten. Habilitation, Wien 1955.
- Oracles and Demons of Tibet: The Cult and Iconography of the Tibetan Protective Deities. Den Haag, Mouton 1956 (Übersetzung der Habilitation); Neuauflagen: Graz, Akademische Druck- und Verlagsanstalt 1975; Übersetzung ins Chinesische: Xīzàng de shénlíng hé guǐguài 西藏的神灵和鬼怪 (Lhasa, Xīzàng rénmín chūbǎnshè 西藏人民出版社 1993), ISBN 7-223-00456-8.
- Tibetan Religious Dances: Tibetan Text and Annotated Translation of the ’chams yig. Den Haag / Paris, Mouton 1976, posthum herausgegeben von Christoph von Fürer-Haimendorf, mit einem Anhang von Walter Graf, ISBN 90-279-7621-X.